# Aloe lanuriensis
Aloe lanuriensis é uma espécie de liliopsida do gênero Aloe, pertencente à família Asphodelaceae.